# 改土帰流
改土帰流（かいどきりゅう、満洲語：aiman i hafan be halafi iregen i hafan de kadalabumbi, tusy hafan be halafi irgen i hafan de kadalabumbi）とは、元代から清代初期にかけての王朝中央政府による地方の原住民に対する間接統治システムであった「土司制度」をしだいに廃止し、王朝中央政府直轄の州県制に転換させ、科挙に合格して選抜された「流官」を派遣し直接支配するという、明代以降の一連の制度転換をいう。

## 「改土帰流」以前
現在の甘粛省、青海省、四川省西部、昌都地区、チベットの各地方には古くからチベット族が居住していた。また現在の湖南省、四川省、雲南省、貴州省、広西チワン族自治区などの山岳地帯には、ミャオ族、ヤオ族、ロロ族などの少数民族である原住民が居住していた。元代になって、政令の受け入れ、朝貢、納税を前提に、原住民を種族と部族の単位に分類した。その上で彼らの酋長に「宣慰使」や「宣撫使」などの中国の官名を与え、原住民の慣習に従って彼らを統治させる権原とその世襲権を与えた。これらの官を「土司」あるいは「土官」という。これらの「土司・土官」の制度は、元・明・清の3朝の間にしだいに整備拡張されていった。

## 明・清代の「改土帰流」
これらの「土司・土官」が置かれた辺境諸地域のうち、比較的内地に近く、早くから「土司・土官」の置かれた地方では、中国人（漢民族）の移住者が増加し、中国化が進んだ。これにつれて、中国人（漢民族）の経済的圧迫が強くなり、そのため「土司・土官」を先頭とした少数民族の反乱が数多く起こるようになった。そのため明代以降、「流官」による直接統治を行うための「改土帰流」がしだいに行われるようになった。「土司・土官」による間接統治と「流官」による直接統治の具体的な相違点は、以下のとおりである。まず「土司・土官」は、中央政府の「律令」によらず、原住民の慣習をもって法とし、中央政府に対して若干の朝貢と非常時の出兵以外の義務をほとんど負わなかったのに対して、「流官」は正式の国家の官吏として権力と義務をもっていた。「流官」は、原住民の戸籍を作り、保甲を立て、租税を取り立て、検地を行い、学校を建て、科挙を実施するなど、すべて中央政府の法令に基づく画一的行政を実施しており、全く内地の州県官と変わらなかった。清代になり、雍正年間における特に1726年から1731年までの間、反乱したり、法を犯したり、後継者が欠如したりした「土司・土官」あるいは、土地を返上したりする「土司・土官」は、次々に廃止された。乾隆年間になり、貴州省の「改土帰流」が達成されてから、中国人（漢民族）による移民を通じて、「化苗為漢（ミャオ族を漢民族に変えること）」も計画された。ミャオ族に対して漢民族の姓を強要し、漢人戸籍として登録させた。やがて「対ミャオ族」に限られていた「改土帰流」は、四川省西部のチベット族の反乱「土司・土官」に対しても適用されるようになった。

## 中華民国時代の「改土帰流」
中華民国時代の北洋政府は、清代から内外モンゴルの王公たちに与えた名義と特権をそのまま維持させるとともに、チベットの「ダライ・ラマ」の称号なども承継させるとした。南西部の少数民族地域においては、徐々に「改土帰流」を進めたが、1923年にいたっても、甘粛省、四川省、西康省、広西省、貴州省、雲南省などの地域にまだ488人の「土司」が残っていた。